# Monica Bîrlădeanu
Monica-Elena Bîrlădeanu (n. 12 decembrie 1978, Iași, România), cunoscută și sub numele americanizat Monica Dean, este o actriță română.
Născută la 12 decembrie 1978 în Iași, România, Monica Bîrlădeanu este populară în România și în străinătate, în primul rând ca prezentatoare de televiziune. În SUA a acceptat un rol în serialul Lost, în anul 2006, după rolul din Moartea domnului Lăzărescu (regizor Cristi Puiu).

## Biografie
Monica Bârlădeanu a avut un parcurs impresionant, configurat cu Facultatea de Drept la Universitatea „Alexandru Ioan Cuza” din Iași, apoi debutând ca model și prezentatoare TV. Cariera sa a luat avânt în 2002, când a devenit o figură populară în România, fiind recunoscută pentru frumusețea și carisma sa.
După succesul din televiziunea românească, a decis să se mute la Los Angeles în 2003, unde a studiat televiziune și actorie, reușind să-și construiască o carieră internațională în film. În România, a revenit în televiziune ca prezentatoare a emisiunii Ferma vedetelor la Pro TV în 2018.

## Roluri în filme
- 2004 - Buds for Life în rolul Stephaniei (ca Monica Dean)
- 2005 - Moartea domnului Lăzărescu - asistenta Mariana[4]
- 2006 - Lombarzilor 8 (serial TV) în rolul Anei (ca Monica Dean)
- 2006 - Caved In (film TV) în rolul lui Sophie (ca Monica Bârladeanu)
- 2006 - Lost (serial TV) în rolul Gabrielei (ca Monica Dean) – ep. „The Hunting Party" (2006)
- 2006 - Second in Command (video) în rolul Dr. Johnson
- 2006 - Incubus în rolul lui Karen (ca Monica Dean)
- 2006 - Nip/Tuck (serial TV) în rolul traficantului de organe atrăgător (ca Monica Dean) – ep. „Shari Noble" (2006)
- 2007 - Living & Dying în rolul Det. Lascar (ca Monica Dean)
- 2007 - Fall Down Dead în rolul lui Helen Ritter (ca Monica Dean)
- 2009 - Francesca în rolul Francescăi (ca Monica Bârladeanu)[5]
- 2010 - Stopover (apariție scurtă) în rolul lui Ingrid
- 2010 - Maica Domnului de la parter (apariție scurtă) în rolul Doctoriței
- 2010 - Angel of Evil în rolul Nicolettei (ca Monica-Elena Bârladeanu)
- 2011 - Maternity Blues în rolul Eloisei
- 2012 - Diaz: Don't Clean Up This Blood în rolul Constantine
- 2012 - Of Snails and Men în rolul Manuelei[6]
- 2013 - Closer to the Moon (post-production) în rolul Soniei[7]
- 2014 - CSI: Crime Scene Investigation (S14, Ep.13) în rolul Emily Rey
- 2019 - Vlad în rolul Carlei

### Interviuri
- „Nu-mi doresc succese fulminante. Îmi doresc o carieră solidă", Formula AS - anul 2002, numărul 527
- „Faptul că sunt din Iași m-a făcut să mă simt specială", Formula AS - anul 2003, numărul 569
- Monica Bârlădeanu - „Nu m-a interesat niciodată să fiu o fată cu bani și atât", Dia Radu, Formula AS - anul 2009, numărul 895
- Monica Bîrlădeanu, actriță: „Îmi place să joc femei care nu simt presiunea de a fi frumoase“, 31 mai 2011, Ana-Maria Onisei, Adevărul
- Monica Bârlădeanu, actriță: „E greu să rămân undeva pentru totdeauna!“, 13 mai 2011, Maridana Arsene, Adevărul
- Monica Birladeanu: O lume emotivă ar fi absolut insuportabilă Arhivat în 22 septembrie 2012, la Wayback Machine., 19 septembrie 2012, Alice Nastase Buciuta, Revista Tango
- Monica Bîrlădeanu: „Dacă joci într-un film care s-a dus pe fundul mării, nu mai exiști.", CineFAN.ro, 14 ianuarie 2023